# Fierce Panda Records
Fierce Panda Records es una discográfica independiente con base en Londres, con su primer lanzamiento en febrero de 1994. También produjo un pequeño número de lanzamientos en ese año de artistas, ahora famosos como Ash, The Bluetones, Baby Bird y Supergrass. Fierce Panda también se acreditan con lanzamientos de Coldplay, Astronaut, Seafood, Art Brut, Embrace, Kenickie, The Blackout, Keane, Death Cab For Cutie, The Polyphonic Spree, Boy Kill Boy y Shitdisco.
En otoño de 1997, Fierce Panda formó la sub-discográfica Rabid Badger Records, que se orienta más a la música de baile y en primavera de 1998 la sub-discográfica Livid Meerkat, para la música post rock.
El sencillo producido por Fierce Panda que mejor posición tuvo en los charts, es "Modern Art", de Art Brut, que alcanzó el puesto #41, quedado fuera del Top 40, por tan solo dos ventas.
- Datos: Q5447280
- Multimedia: Fierce Panda Records / Q5447280